# Jabłuniwka (rejon emilczyński)
Jabłuniwka (ukr. Яблунівка) – wieś na Ukrainie, w obwodzie żytomierskim, w rejonie emilczyńskim. W 2001 roku liczyła 465 mieszkańców.